# Paraplonobia penicillatus
Paraplonobia penicillatus är en spindeldjursart som beskrevs av Chaudhri, Akbar och Rasool 1974. Paraplonobia penicillatus ingår i släktet Paraplonobia och familjen Tetranychidae. Inga underarter finns listade i Catalogue of Life.